# 弗拉基米尔·米柳京
弗拉基米尔·巴甫洛维奇·米柳京（俄語：Влади́мир Па́влович Милю́тин，1884年9月5日—1937年10月30日），他是苏共布尔什维克领导人、苏联政治家、经济学家和统计学家，他在俄国十月革命后成立的苏维埃政府中担任农业人民委员，但不久后便因抗议人民委员会主席列宁推行的一党专政方针而辞职。